# 堅尼·迪迪
堅尼·迪迪（荷蘭語：Kenny Joelle Tete，1995年10月9日—），荷蘭足球運動員，司職右後衛，現效力英超球會富勒姆。

## 俱樂部生涯
堅尼·迪迪出生於荷蘭阿姆斯特丹。在十歲之前，一直在AFC DWS 和 AVV Zeeburgia這兩家足球學校效力。2005年，年僅10歲的他就被阿積士青訓營相中，被招入旗下。 2011-12賽季，開始為阿積士B1青年隊（青訓營中第二高的級別）效力。作為球隊的主力右邊後衛，他幫助球隊收穫了該級別的荷甲聯賽冠軍。 2012年7月20日，他與球隊簽下職業生涯的第一份合約，合同至2015年6月30日到期。
他在阿積士A1青年隊度過了第一年的職業生涯，但是並沒有得到一次來自阿賈克斯成年隊的徵召。一年後，迪迪和他在A1青年隊的隊友里奇德利·巴佐爾（Riechedly Bazoer）一起被上調至了阿積士的一線隊，並且隨隊參加了在奧地利的季前訓練營。 2013年6月29日，在阿積士對陣SDC Putten隊的季前熱身賽中，特特在下半場替補魯賓·里格恩（Ruben Ligeon）登場，完成了自己在阿積士成年隊的首秀。那場比賽，阿賈克斯以4-1戰勝了對手。
他的職業生涯是從荷乙聯賽起步的。在2013-14賽季，阿賈克斯青年隊第一次升入了荷乙聯賽。2013年8月5日，代表阿賈克斯青年隊在阿姆斯特丹球場迎來了特爾斯達（SC Telstar）的比賽，最終首次出戰荷乙聯賽的阿賈克斯青年隊主場2-0戰勝對手，取得了隊史上第一場荷乙聯賽的勝利。在2013-14賽季，已經在阿積士二隊成為主力的迪迪也開始出現在一線隊的替補陣容。
在2014-15賽季的後半段，他終於憑借著自己的努力，迎來了自己在一線隊正式比賽的處子秀。2015年2月5日，阿積士主場對陣阿爾克馬爾（AZ Alkmaar）的荷甲聯賽中，他在比賽進行至第69分鐘的時候替補登場，但是那場比賽阿賈克斯主場0-1不敵阿爾克馬爾。
法甲球隊里昂官方宣佈，阿積士右後衛堅尼·迪迪加盟球隊。
2020年9月10日，英超球隊富勒姆官方宣佈，荷蘭國腳、里昂邊後衛堅尼·迪迪與球隊簽約四年。

## 國家隊生涯
2011年10月25日，迪迪完成了自己在荷蘭U-17國家隊的處子秀。在那場歐洲U-17足球錦標賽預選賽上，荷蘭U-17以3-0戰勝了波黑U-17。在那之後，他兩次代表荷蘭U-17參加了歐洲U17青年足球錦標賽的預選賽。但是卻落選了最終荷蘭U-17青年隊參加2012年歐洲U17青年足球錦標賽正賽的22人大名單。
一年後，在2013年歐洲U19青年足球錦標賽中，特特入選了荷蘭U-19隊的大名單。特特在三場小組賽的比賽中均獲得了出場機會。荷蘭U-19在揭幕戰中以3-2擊敗了東道主立陶宛U-19。但是在隨後和葡萄牙U-19和西班牙U-19的比賽中，荷蘭U-19隊都全敗，最終他所在的荷蘭U-19隊從小組賽中出局。
2015年8月，他第一次得到了荷蘭成年國家隊的徵召， 並且在同年的10月10日，在荷蘭與哈薩克斯坦的2016年歐洲國家盃外圍賽上完成了自己在國家隊的處子秀。

## 個人生活
肯尼·特特出生并成长于荷兰的阿姆斯特丹。但是，他的父亲米格尔·特特是莫桑比克人，而他的母亲则来自印尼。因为莫桑比克独立战争的缘故，他的父亲在五岁的时候就举家移民到了荷兰。米格尔·特特在阿姆斯特丹市中心的莱顿广场斗牛犬咖啡店工作。 2015年12月，米格尔·特特因为争执、拒捕等罪名而被警方逮捕。

## 外部連結
- 堅尼·迪迪－UEFA國際賽競賽紀錄